# Ежен Шюффтан
Еже́н Шюффта́н, також Ойген Шюффта́н (нім. Eugen Schüfftan, 21 липня 1893, Бреслау, тоді Німецька імперія — 6 вересня 1977, Нью-Йорк) — французький і американський кінооператор німецького походження.

## Біографія
Народився в Сілезії у єврейській сім'ї. Закінчив Вроцлавську художню академію. Творчу кар'єру починав у Берліні як художник-імпресіоніст, пізніше — експресіоніст. У кіно — з 1920-х років, експериментував зі спецефектами, працював з Фріцем Лангом, Абелем Гансом та ін. У 1924 винайшов і запатентував метод комбінованих зйомок з використанням дзеркал, що дістав назву ефект (чи процес) Шюффтана. Як головний оператор уперше виступив у фільмах Роберта Сьодмака Люди по неділях і Прощання (обоє 1930), що відразу ж принесли йому популярність. У 1933 через Австрію перебрався до Францію, у 1941 переїхав до США. У 1947 отримав американське громадянство.
Дружив і листувався з Зігфрідом Кракауером (їх листування опубліковано у 2003).
Зняв понад 70 фільмів.

## Обрана фільмографія
| Рік  |  | Назва українською         |  | Оригінальна назва          |  | Режисер                    |  | Опис                                           |
| ---- |  | ------------------------- |  | -------------------------- |  | -------------------------- |  | ---------------------------------------------- |
| 1924 |  | Нібелунги                 |  | Die Nibelungen             |  | Фріц Ланг                  |  | — спецефекти                                   |
| 1927 |  | Метрополіс                |  | Metropolis                 |  | Фріц Ланг                  |  | — спецефекти                                   |
| 1927 |  | Наполеон                  |  | Napoleon                   |  | Абель Ґанс                 |  | Франція                                        |
| 1932 |  | Атлантида                 |  | Die Herrin von Atlantis    |  | Георг Вільгельм Пабст      |  | (за романом П'єра Бенуа)                       |
| 1933 |  | Зверху вниз               |  | Du haut en bas             |  | Георг Вільгельм Пабст      |  | Франція                                        |
| 1934 |  | Скандал                   |  | Le Scandale                |  | Марсель Л'Ерб'є            |  | Франція                                        |
| 1934 |  | Криза скінчилася          |  | La Crise est finie         |  | Роберт Сьодмак             |  | Франція                                        |
| 1936 |  | Ніжний ворог              |  | La Tendre ennemie          |  | Макс Офюльс                |  | Франція                                        |
| 1937 |  | Йошівара                  |  | Yoshiwara                  |  | Макс Офюльс                |  | Франція                                        |
| 1938 |  | Набережна туманів         |  | Le Quai des brumes         |  | Марсель Карне              |  | Франція                                        |
| 1944 |  | Це сталося завтра         |  | C'est arrivé demain        |  | Рене Клер                  |  | США                                            |
| 1944 |  | Літній шторм              |  | Summer Storm               |  | Дуглас Сірк                |  | США                                            |
| 1954 |  | Мандри Одіссея            |  | Ulisse                     |  | Маріо Камеріні, Маріо Бава |  | Італія                                         |
| 1959 |  | Головою об стіну          |  | La Tête contre les murs    |  | Жорж Франжю                |  | Франція                                        |
| 1960 |  | Очі без обличчя           |  | Les yeux sans visage       |  | Жорж Франжю                |  | Франція · Італія                               |
| 1961 |  | Більярдист                |  | The Hustler                |  | Роберт Россен              |  | (премія Оскар за найкращу операторську роботу) |
| 1964 |  | Ліліт                     |  | Lilith                     |  | Роберт Россен              |  | США                                            |
| 1965 |  | Три кімнати на Мангеттені |  | Trois chambres à Manhattan |  | Марсель Карне              |  | Франція                                        |

## Визнання
Почесна премія німецького кіно (1964). Про оператора знято декілька документальних фільмів.